# Віра Нільссон

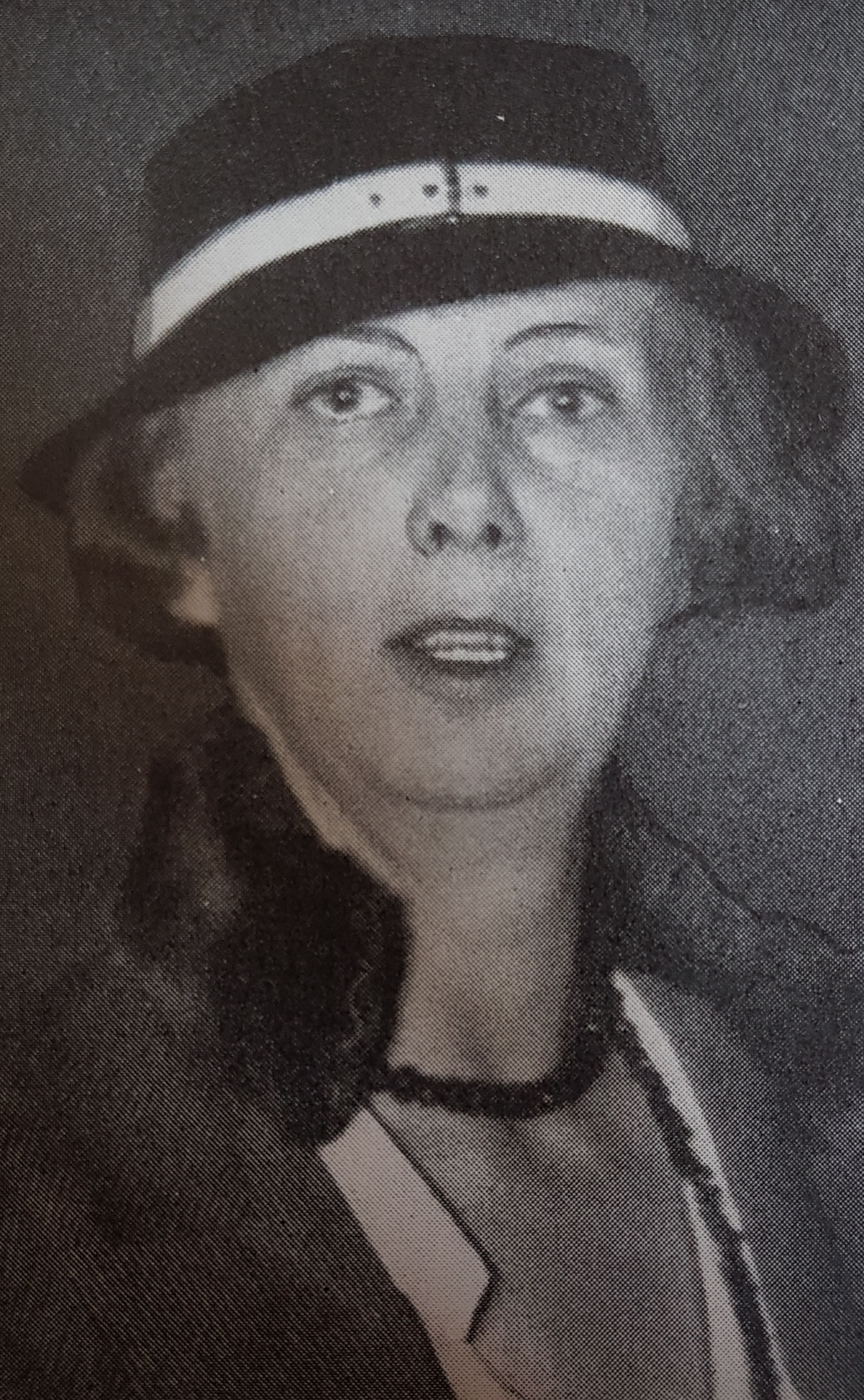
Віра Нільсон

Віра Амалія Мерта Нільссон (1 червня 1888 , Jönköpings Sofia church parishd  — 13 травня 1979 , Maria Magdalena parishd, лен Стокгольм ) — шведська художниця та активістка за мир. Одна з найвидатніших шведських експресіоністів, відома своїми картинами із зображенням портретів дітей, у тому числі її доньки Гінги, а також своїми пейзажами. Антивоєнні настрої яскраво виражені в Penning conta liv, написаному під час громадянської війни в Іспанії 1939 року. У 1960-х роках писала роботи, де показано протест проти ядерної війни. Роботи представлені в музеях і галереях Швеції та за кордоном, включаючи Nationalmuseet і Moderna Museet в Стокгольмі.

## Ранній життєпис та навчання
Віра Амалія Марта Нільссон народилася в Єнчепінгу 1 червня 1888 року і була дочкою судового пристава Карла Альберта Нільссона та його дружини Анни Доротеї Амалії (Ади), уродженої Шегрен. Вона була наймолодшою з чотирьох дітей родини. Батько, вихований у заможній сім'ї, влаштував їй приватні уроки малювання, коли вона навчалася в школі. В результаті з 1906 по 1909 рік Віра змогла відвідувати програму вчителів малювання в Стокгольмській технічній школі. Після того, як Віра Нільссон отримала диплом викладача, її батько погодився, що замість роботи вчителем, донька могла б вивчати мистецтво в Гетеборзькій художній школі Валанда (1909—1910), де її викладачем був Карл Вільгельмсон. 1910 року навчалася в Парижі у кубіста Анрі Ле Фоконьє в Académie de La Palette і в російських художніх училищах міста. 1912 року під час відвідування виставки Сондербуда в Кельні 1912 року захопилася картинами Вінсента Ван Гога в стилі експресіонізму.

## Творчість
Під час Першої світової війни разом з іншими шведами Віра Нільссон переїхала до Копенгагена, де умови були кращими, але повернулася до Еланда на літо. Там вона намалювала вулиці та парки Копенгагена, а також портрети, у тому числі одну зі своїх подруг і вчительку мистецтва Астрід Гольм. Разом зі шведкою Моллі Фаустман у 1917 році представила свої роботи у стилі кубізму на виставці в Овенліссалі, отримавши обнадійливу підтримку критиків. 1918 року вона вперше представила свої роботи в Швеції на виставці молодих шведських художників у стокгольмській галереї Лільєвальх. Її пейзажі Еланда з їх яскравими кольорами та формами викликали значний інтерес з боку критиків, які вітали її експресіоністський хист.
Під час візиту в Іспанію в 1919 році Віра Нільссон була вражена роботами Ель Греко в Толедо. У Малазі намалювала різні версії Gata i Málaga із зображенням бідних дівчат, які танцюють на вулиці. Під впливом громадянської війни в Іспанії в 1938 році вона намалювала монументальну картину Penning contra liv (Гроші проти життя), розкриваючи свої антивоєнні почуття. Наступного року полотно виставили в Королівській академії мистецтв і в Гетеборзі.
Після народження дочки Катарини (Гінґа) в 1922 році Віра Нільссон узялася за довшу серію картин із зображенням своєї дитини, від її народження до підліткового віку. Завдяки стипендії в 1927 році відвідала Італію, де в її роботах På terrassen і Såpbubblor була зображена її дочка. На багатьох її картинах були діти, деякі критикували їх за потворність. У 1930-х роках малювала багато яскраво кольорових літніх пейзажів у Вермланді . У 1940-х роках оселилася в постійному житлі в районі Седермальма у Стокгольмі, де створила кілька робіт під назвою Gubbhuset, що зображують сцени з її вікна. Вона відвідала Сенегал у 1949 році, малювала ескізи та малювала пастеллю.
Перебуваючи в Парижі після Другої світової війни, Нільссон активно брала участь в антивоєнному русі, продаючи на вулицях Citoyen du monde. У 1960-х роках вона створила кілька картин, натхнених загрозою ядерної війни, тоді як одна під назвою Tröst (Комфорт) була більш надією. Її робота 1979 року Fredskortet (Картка миру) показувала жінок з розпростертими руками, які закликали припинити гонку озброєнь. Це була остання робота Віри Нільссон.
Віра Нільссон померла в Стокгольмі 13 травня 1979 року

## Нагороди
У 1948 році Віра Нільссон була нагороджений медаллю принца Євгена за видатні мистецькі досягнення.